# Fabian Jeker
Fabian Jeker (Oberdorf, 28 de novembro de 1968) é um antigo ciclista da Suíça, que venceu a Volta a Portugal em 2001.
Ao longo de toda a sua carreira Fabian Jeker acumulou 28 vitórias como profissional, incluindo 6 vitórias em competições por etapas, participou ainda em todas as grandes voltas, por quatro vezes no Tour de France e no Giro d'Italia e por oito vezes na Vuelta a España, que conseguiu terminar em 13º em 2001, o mesmo ano em que triunfou na Volta a Portugal.
Representou por onze vezes a Suíça (entre 1990 e 2004) nos campeonatos do mundo da modalidade, na sua primeira participação, em 1990 em Utsumonia, Japão, alcançou o 5º lugar ainda como amador.
Após o renomado escândalo de doping que abalou a equipa da Festina em 1998, veio para Portugal, onde, ao serviço da Milaneza/MSS comandada por Manuel Zeferino, venceu a Vuelta a Valencia e a Volta a Portugal, para no ano seguinte ganhar o Tour de Romandie.
Enquanto corredor, Fabian Jeker sempre foi um especialista no contra-relógio, como o provam as suas diversas vitórias em etapas deste tipo, destacando-se também na montanha, o que se pode observar nas suas boas prestações nas crono-escaladas da Volta a Espanha e noutras etapas de alta-montanha.

## Carreira desportiva
- Castorama
- Festina
- 2001-2003, Milaneza/MSS, Portugal
- 2004-2005, Saunier Duval/Prodir, Espanha

## Palmarés
- 1992, 1º na Vuelta a Galicia (uma etapa) e 3º na Tirreno-Adriático.
- 1995, uma etapa na Dauphiné Libéré
- 1996, 1º na Escalada a Montjuic
- 1998, 1º na Escalada a Montjuic
- 2000, 1º na Escalada a Montjuic
- 2001, 1º na Vuelta a Valencia e na Volta a Portugal (duas etapas)
- 2002, 1º no Tour de Romandie e na Volta do Minho (duas etapas)
- 2003, 1º na Vuelta a Asturias (uma etapa), 3º no Tour de Romandie, uma etapa no Paris-Nice
- 2004, 2º no Tour de Romandie, 2º na Volta à Suíça, 2º no Campeonato da Suíça de contra-relógio e 5º na prova em linha
- 2005, 3º no Campeonato da Suíça de contra-relógio